# Bomaanslag op discotheek La Belle op 5 april 1986

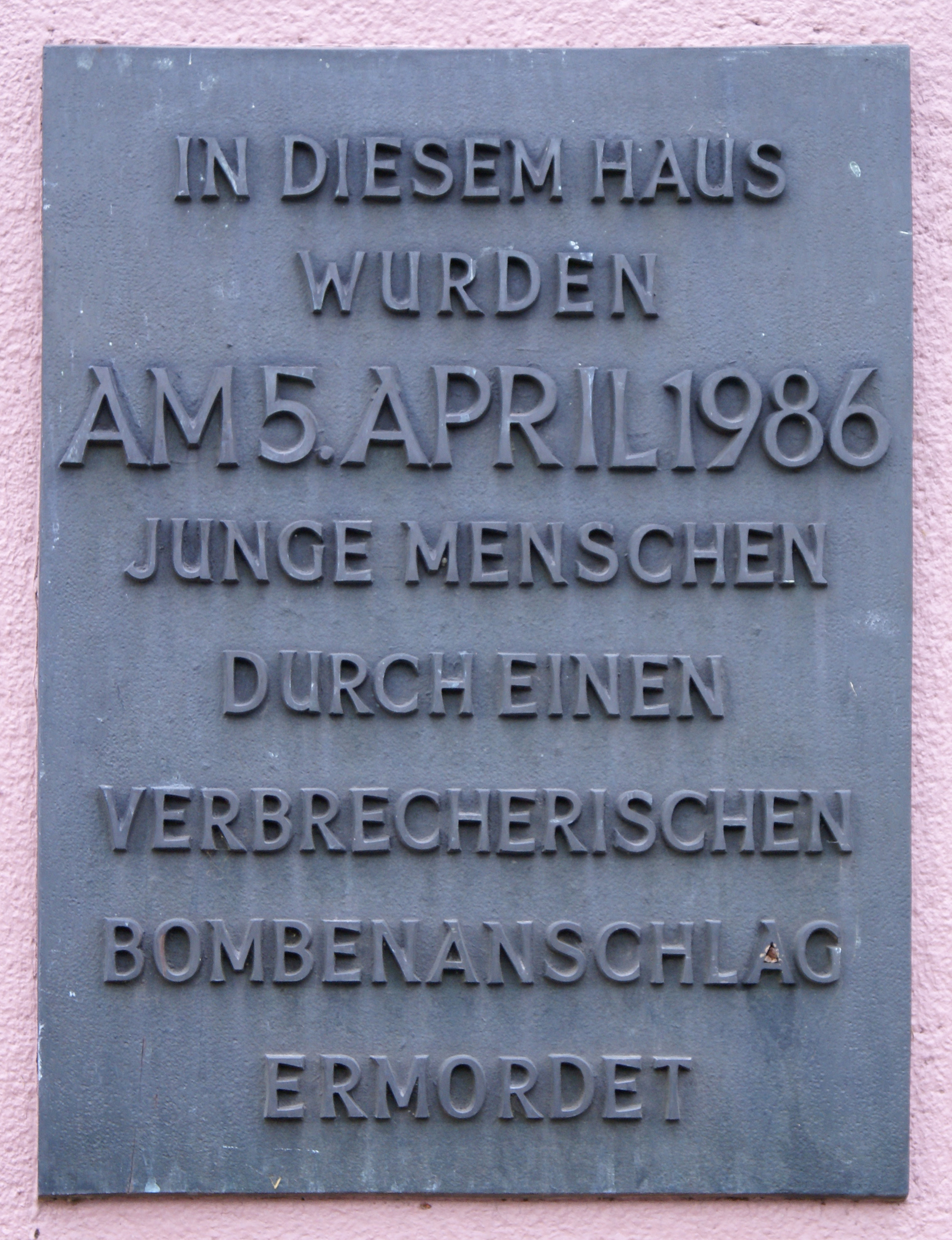
Gedenksteen in Berlin-Friedenau

De bomaanslag op discotheek La Belle in de wijk Friedenau in West-Berlijn vond plaats op 5 april 1986 om 13:45 uur. Bij de aanslag verloren twee Amerikaanse militairen en een Turkse vrouw het leven. Daarnaast  raakten 230 mensen gewond, onder wie 79 Amerikanen. 
Uit telexberichten aan de Libische ambassade in Oost-Berlijn vermoedde men dat de opdrachtgever van de aanslag was het Libische staatshoofd kolonel Moammar al-Qadhafi. Het motief was vergelding voor een treffen in de Golf van Sidra, waarbij de Amerikanen een Libisch flotille vernietigden. Als vergeldingsactie liet de Amerikaanse president Ronald Reagan op 14 april 1986 drie steden in Libië bombarderen waarbij 101 mensen het leven lieten. Qadhafi wreekte vervolgens die bombardementen door op 21 december 1988 een aanslag boven Lockerbie te laten plegen op een Amerikaans passagiersvliegtuig. In 2004 betaalde Libië een schadevergoeding aan een deel van de nabestaanden van beide aanslagen.